# Viação São Cristóvão
A Viação São Cristovão é uma empresa de transportes de passageiros e cargas por meio do modal viária fundada e sediada na cidade de Divinópolis, no estado brasileiro de Minas Gerais.

## História
Fundada em 1957, a Viação São Cristovão iniciou suas operações realizando o transporte coletivo urbano na cidade de Divinópolis com apenas um único veículo. O seu fundador foi Antonio Daldegan, filho dos imigrantes italianos Giuseppe (José) Daldegan e Samaritana Natalina Feder, originários de Belfiore e Ronco All'Adige, respectivamente, comunas italianas da região do Vêneto. Com a entrada de novos sócios, a empresa conseguiu adquirir mais ônibus e passou a controlar mais linhas urbanas dentro daquela cidade.
Algum tempo depois, a empresa cresceu e passou a oferecer viagens intermunicipais, inicialmente realizando ligações rodoviárias a outros municípios mineiros como São João del-Rei, Nova Serrana e Bom Despacho em 1967. Com o crescimento da empresa, a São Cristovão começou a operar linhas também para o estado de São Paulo, inicialmente servindo as cidades paulistas próximas a divisa com Minas Gerais.
Atualmente, a empresa é uma das mais utilizadas por passageiros para a realização de viagens ao interior mineiro, tendo em seu catálogo de destinos cidades como Pará de Minas, Perdões, Santo Antônio do Amparo, Lavras, além da própria cidade de origem Divinópolis. A empresa também atua nos estados de São Paulo (operando linhas em Campinas, Jundiaí e São Paulo) e do Rio de Janeiro (Rio de Janeiro e Petrópolis).